# Д-клас астероид
Д-клас астероидите имат много ниско албедо и червен електромагнитен спектър. Предполага се, че са съставени от органично богати силикати, въглерод и анхидратни силикати, възможно е в състава на тяхната вътрешност да има и замръзнала вода. Д-клас астероидите са открити във външния астероиден пръстен и отвъд. Примери за този клас са 152 Атала, 588 Ахил, 624 Хектор, 944 Идалго.